# Боголюбова, Евгения Леонардовна
Евге́ния Леона́рдовна Боголю́бова (род. 2 марта 1948) — советский и российский художник-постановщик. Принимала участие в создании кукольных мультфильмов.

## Биография
Родилась 2 марта 1948 года. С 1970—1976 училась в Московском Полиграфическом институте.
С 1972 по 1976 год работала на студии «Мульттелефильм» творческого объединения «Экран», а с 1977 года на киностудии «Союзмультфильм». Сотрудничала со студией «Кристмас Филмз».
Работала с режиссёрами Борисом Аблыниным, Сергеем Олифиренко и Натальей Дабижа. С 1980-х годов — постоянный участник выставок «Художники театра и кино».

## Фильмография

### Художник-постановщик
- 1975 — «Чёрная курица»
- 1976 — «Лучше поздно, чем никогда»
- 1977 — «Праздник непослушания»
- 1979 — «Про щенка»
- 1980 — «Хитрые старушки — Весёлая карусель № 11»
- 1980 — «Ещё раз про квартет»
- 1981 — «Бибигон»
- 1985 — «Переменка №4»
- 1988 — «Свирепый Бамбр»
- 1988 — «Уважаемый леший»
- 1990 — «По следам Бамбра»
- 1990 — «Коллаж»
- 1990 — «Как Ниночка царицей стала»
- 1991 — «Ловушка для Бамбра»
- 1992 — «Машенька»
- 1995 — «Считалка для троих»

### Художник
- 1983 — «Лягушонок — Весёлая карусель № 13»
- 1999 — «Дерево с золотыми яблоками»